# 金付け

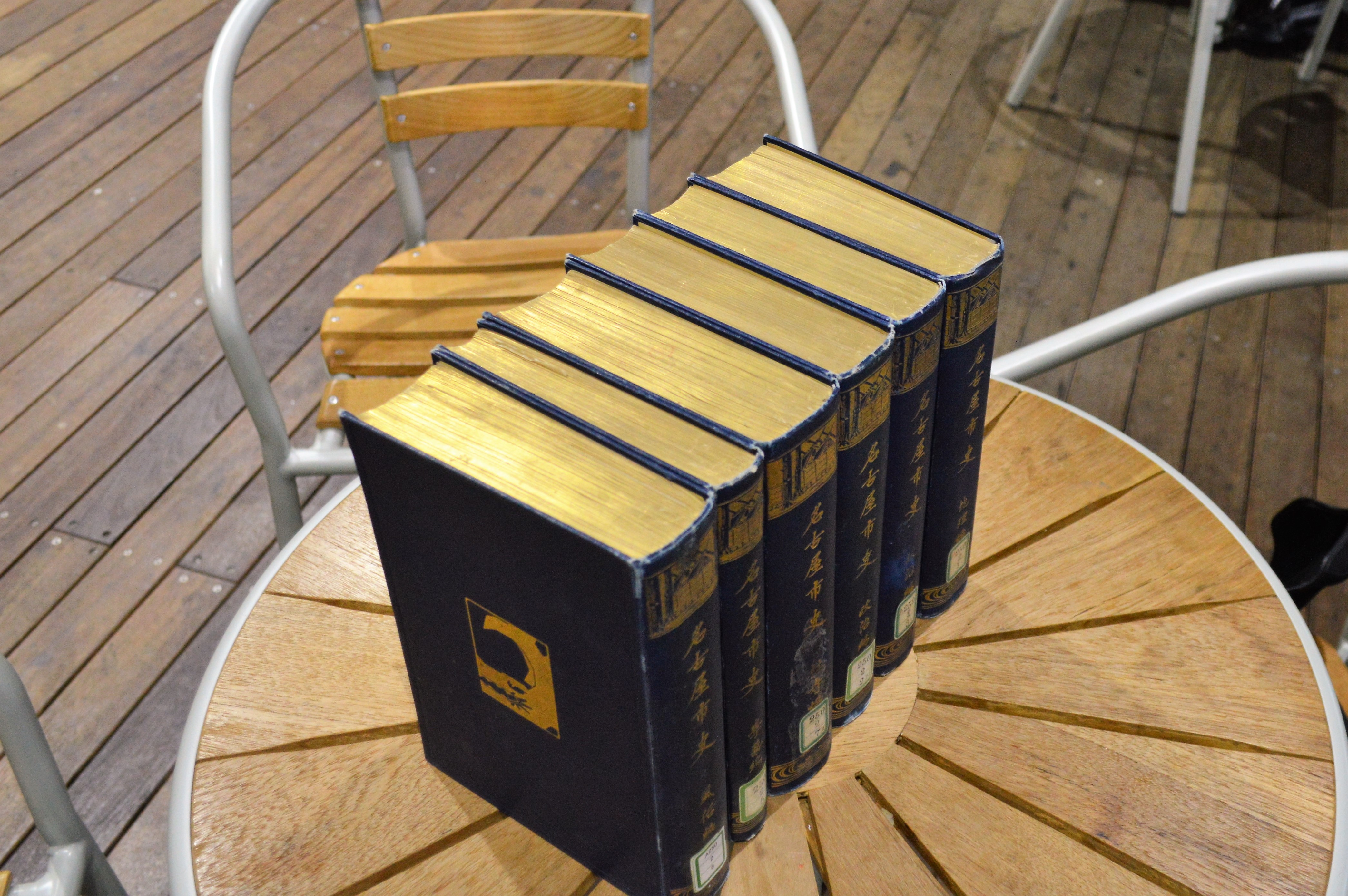
金付けが施された書籍（『名古屋市史』）

金付け（きんつけ）は、書籍の洋式製本工程上で、本の天地または小口に金箔を押す技法である。

## 概要
起源は17世紀ヨーロッパにて本の汚れや虫害を防ぐ目的で考案された。
日本には1873年にヨーロッパからその技術が伝えられ、一般書籍が和本から洋本に移行しはじめた大正から昭和期にかけて多く用いられた。今日では一部の全集や聖書、手帳などに使用される程度で、その出版数は少なくなっている。

## 種類と技法
金付けには三つの種類があり、本の天（あたま）に金箔を押すことを「天金」（てんきん）、小口に押すことを「小口金」（こぐちきん）、本の裁断面すべてに押すことを「三方金」（さんぽうきん）と言う。

### みがき
一般的な技法は、まず本の裁断面を研磨し、「金下」（きんした）と呼ばれる塗料を下塗りした上で、卵白などの接着剤を用いて金箔を接着する。

### 金ころかけ
仕上げに「金ころ」と呼ばれる金属製の回転式ローラーを熱して塗装部分を圧着させ艶を出す。また、研磨から仕上げまで全自動の機械で行なう方法もある。塗装には銀を用いる場合もある。

## 金付けが施された書籍
- 『近代劇大系 全16巻』近代劇大系刊行会、1923年。
- 『昭和文学全集　全36巻』小学館、1986-1989。
- 『謡曲大観』（佐成謙太郎、復刊、天金版）明治書院、1964年。

ほか